# Mike Cahill (guionista)
Mike Cahill (nacido en New Haven, Connecticut,  el 5 de julio de 1979) es un director de cine y guionista estadounidense.

## Biografía
Cahill se graduó en economía en la Universidad de Georgetown, en donde conoció a Brit Marling, con quién más tarde decidió trabajar para inducirse al mundo del cine.
Cahill empezó a trabajar para la National Geographic Society dirigiendo documentales de vida silvestre.Entre las principales influencias para sus obras, Cahill cita a Julian Schnabel y Krzysztof Kieślowski (a este último especialmente por la película La doble vida de Verónica). Apasionado por la astronomía y la ciencia ficción, Cahill admira Carl Sagan e Isaac Asimov.

## Filmografía
| Año  | Película                               | Director | Guionista | Productor | Editor de cine |
| ---- | -------------------------------------- | -------- | --------- | --------- | -------------- |
| 2004 | Boxers and Ballerinas                  | ✓        | ✓         |           |                |
| 2005 | Leonard Cohen: I'm Your Man            |          |           | ✓         |                |
| 2006 | Everyone Stares: The Police Inside Out |          |           | ✓         |                |
| 2011 | Another Earth                          | ✓        | ✓         | ✓         | ✓              |
| 2014 | I Origins                              | ✓        | ✓         | ✓         | ✓              |
| 2021 | Bliss                                  | ✓        | ✓         |           |                |